# فرودو باجنز
فرودو باجنز (بالإنجليزية: Frodo Baggins)‏ هو شخصية خيالية في كتابات جي آر آر تولكين، وأحد أبطال سيد الخواتم. فرودو هو هوبيت من شاير يرث الخاتم من  عمه بيلبو باجنز ويسعى لتدميره في حرائق جبل دوم في موردور.
أصيب فرودو تكرارًا في أثناء البحث، وأصبح الخاتم يشكل عبئًا عليه مع اقترابه من موردور. إنه يتغير أيضًا، إذ يزداد فهمًا ورحمة، ويتجنب العنف.
اسم Frodo مُشتَق من الاسم الإنجليزي القديم Fróda، ويعني (الحكمة بالتجربة). كتب المعلقون أنه يجمع بين الشجاعة وإنكار الذات والإخلاص، وأنه شخصية جيدة، يبدو أنه غير مثير لكنه ينمو من طريق سعيه، وهو شخص غير بطولي يصل إلى مكانة بطولية.

## التاريخ الداخلي

### الخلفية
يدعو الساحر غاندالف الأقزام إلى منزل بطل الهوبيت بيلبو باجينز، ثم يصحبه في رحلة عبر جبال ميستى وغابة ميركوود المظلمة لاستعادة منزل الأقزام القديم وكنوزه تحت جبل لونلي. الكنز يحرسه التنين سموغ. بعد العديد من المغامرات، يُقتل سموغ ويعود بيلبو إلى المنزل مع جزء كبير من الكنز. ويعيش حياة شخص غريب الأطوار سنوات عديدة.
يُقدم فوردو في ملك الخواتم بوصفه وريث بيلبو. قُتل والدا فرودو دروغو باجينز وبريمولا برانديبوك في حادث قارب عندما كان فرودو بعمر 12 عامًا، قضى فرودو السنوات التسع التالية مع أسرته الأم براندبوكس في براندي هول. وفي سن 21 عامًا تبناه ابن عمه، بيلبو، الذي أحضره للعيش في باك إند. قدم بيلبو فرودو إلى لغات إلفيش وكثيرًا ما كانوا يذهبون في رحلات طويلة سيرًا على الأقدام.

### رفاق الخاتم

خريطة تقريبية للأرض الوسطى

يبلغ فرودو سن الرشد عندما يغادر بيلبو شاير إلى الأبد في عيد ميلاده الحادي عشر بعد المئة. يرث فرودو الباك إند وخاتم بيلبو. لم يكن غاندالف آنذاك متيقنًا من أصل الخاتم، لذا فهو يحذر فرودو من استخدامه وينصحه بإبقائه سرًا. يخفي فرودو الخاتم مدة 17 سنة ويمنحه نفس العمر الطويل الذي منحه لبيلبو. عاد غاندالف ليثبت أن هذا الخاتم يخص سيد الظلام سورون، الذي يسعى لاستعادة الخاتم واستخدامه لقهر الأرض الوسطى.
بعد أن أدرك فرودو أن وجوده مع الخاتم خطر على شاير قرر أن يأخذه إلى ريفينديل، موطن ألروند إلف السيد الأكبر. ويغادر مع ثلاثة من رفاقه: البستاني سام وابني عمه ميري برانديباك وبيبين توك. ويهربون في الوقت المناسب لأن خدم ساورون الأقوياء نازغول التسعة (أشباح الخاتم) جاؤوا إلى شاير يبحثون عن بيلبو والخاتم. وتتبعوا مسار فرودو عبر شاير وكادوا يعترضونه.
يهرب الهوبيت من الفرسان السود بالسفر عبر الغابة القديمة. يغمرهم سحر العجوز ويلو قبل أن ينقذهم توم بومباديل، الذي يمنحهم المأوى ويرشدهم إلى الطريق. يقعون في ضباب بارو داونس إذ يغمرهم بارو وايت بتعويذته. يتحرر فرودو من التعويذة ويهاجم بارو وايت، وينقذهم بومباديل مرةً أخرى ويرشدهم إلى الطريق.
في نزل براسينغ بوني في قرية بري، يتلقى فرودو رسالة متأخرة من غاندالف ويلتقي برجل يُدعى ستريدر، وهو فارس شمالي اسمه الحقيقي هو أراغورن. ينزلق الخاتم إلى إصبع فرودو دون قصد فيختفي، ما يجذب انتباه رجال ساورون الذين ينهبون غرف الهوبيت ليلًا. وتهرب المجموعة تحت توجيه ستريدر عبر الأهوار.
وبينما كانوا يعسكرون على التل هاجمهم خمسة من الفرسان السود، يطعن رئيس الفرسان السود فرودو بشفرة مورغول، لكن أراغورن يتغلب عليهم بالنار. تبقى قطعة من الشفرة في كتف فرودو وتسري نحو قلبه مهددةً بتحويله إلى شبح تحت سيطرة نازغول. لكن بمساعدة رفاقه والسيد غلورفانديل، يتمكن فرودو من الفرار من نازغول والوصول إلى ريفنديل.
يجتمع مجلس ألروند في ريفينديل ويقرر تدمير الخاتم بنقله إلى ماونت دووم في موردور في مملكة ساورون. يدرك فرودو أنه المختار لهذه المهمة، فيتقدم ليحمل الخاتم. ويُشكل فريق من تسعة رفاق لإرشاده وحمايته، الهوبيت، وغاندالف، وأراغورن، وجيملي القزم، وليغولاس الآلف، وبرومير، ورجل غوندور. انطلقوا جميعًا معًا خارج ريفينديل. فرودو مسلح بستينغ، سكين بيلبو ألفيش، ويرتدي معطف بيلبو من درع القزم المصنوعة من الميثيريل. وتحاول المجموعة التي تبحث عن طريق عبر جبال ميستي عبور كارادهراس، لكنها تتخلى عنها لصالح مناجم موريا. حيث يُطعَن فرودو برمح أورك، غير أن درعه ينقذ حياته. ويقودهم غاندالف عبر المناجم حتى يقتله محارب بلروغ. ثم يقودهم أراغورن إلى لوثلورن. حيث يعطي غالدريل فرودو عباءة الإيلفن وقنينة تحمل الضوء من إرينديل لمساعدته في مهمته الخطيرة.
سافر الرفاق بالقارب عبر نهر أندوين ووصلوا إلى تلال بارث جالين. حيث يحاول بورومير مستسلمًا للإغراء أن يأخذ الخاتم بالقوة من فرودو. يهرب فرودو بوضع الخاتم ليختفي. هكذا تنكسر الصداقة، وتتفكك الصحبة بسبب غزو العفاريت. يختار فرودو مواصلة السعي وحده، لكن سام يتبع مسيرته في الرحلة إلى موردور.

### البرجان
يشق فرودو وسام الطريق عبر البراري، يتبعهما الكائن غلوم الذي تعقب المجموعة منذ البداية محاولًا استعادة الخاتم. يهاجم غولوم الهوبيت، غير أن فرودو يتغلب عليه باستخدام ستينغ. إلا أنه يشعر بالشفقة عليه وينقذ حياته ويطلب منه الالتزام بوعده بإرشادهم عبر الأهوار المميتة إلى البوابة السوداء وهو ما يفعله غولوم. يجدون الطريق مسدودًا، ويزعم غولوم وجود طريق آخر إلى موردور، وسمح له فرودو بإرشادهم رغم اعتراضات سام، ثم يلتقون بفرامير الأخ الأصغر لبورومير الذي يأخذهم إلى هنيث أنون. يسمح فرودو لفارامير بأن يأسر غولوم لينقذ حياته، لكن غولوم يشعر بخيانة سيده. يؤمن فرامير الهوبيت ويسمح لهم بالذهاب في طريقهم لكنه يحذر فرودو من أن يحترس من خيانة غولوم.
يمر الثلاثة بالقرب من ميناس مورغول، حيث يصبح إغراء الخاتم غير محتمل. هناك بدأوا التسلق الطويل فوق السلم اللانهائي، وفي الأعلى يدخل النفق، المنزل العملاق للعنكبوت شلوب. يأمل غولوم أن يسلم الهوبيت إليه ليأخذ الخاتم بعد أن يقتلهم. يلدغ شلوب فرودو فيفقد الوعي، لكن سام يقوده باتجاه آخر باستخدام سيتنغ وقنينة غالادريل. يحاول سام إيقاظ فرودو لكنه لا يجد أي علامات للحياة فيستنتج أن فرودو ميت، ويقرر أن خياره الوحيد هو أخذ الخاتم ومواصلة السعي. لكنه يسمع من العفاريت أنهم وجدوا فرودو وأنه ليس ميتًا. يأخذ العفاريت فرودو للاستجواب ويحاول سام أن يتبعهم لكنه يجد الباب مغلقًا.

### عودة الملك
ينقذ سام فرودو من العفاريت بعد مواجهة قصيرة، ويغضب فرودو لأن سام أخذ الخاتم، يعيد سام الخاتم إلى فرودو. ينطلق الاثنان وهما يرتديان دروعًا من طراز أورك عبر جبل دووم يتعقب أثرهما غولوم. يشهدون سهول موردور الخاوية مع اقتراب جيوش الغرب. مع اقتراب الخاتم من السيد يصبح فرودو أضعف تدريجيًا ويزداد نفوذ الخاتم. عندما يركضون خارج الماء يتركون كل الأمتعة غير الضرورية خلفهم حتى يتنقلا بخفة. ومع بلوغ جبل دووم يظهر غولوم مرة أخرى ويهاجم فرودو. وبينما يتقاتل سام وغولوم يدخل فرودو إلى الهوة في البركان حيث كان ساورون يصوغ الخاتم. وهنا يفقد فرودو الإرادة لتدمير الخاتم. بل يضعه بدلًا من ذلك مدعيًا أنه يخصه. يدفع غولوم سام جانبًا ويهاجم فرودو، لكنه يفقد توازنه ويهوي مع الخاتم في الحمم البركانية. يُدمر الخاتم، وينقذ غاندالف والعديد من النسور الكبرى فرودو وسام وينهار جبل دووم.
بعد أن التأم شمل الرفاق، وحضروا تتويج أراغورن ملكًا لغوندور، يعود الهوبيت الأربعة إلى شاير. لكنهم يجدون شاير في حالة من الاضطراب. فقد استولى رجال سارومان عليها وبدأوا عملية تصنيع مدمرة. ويحكم سارومان شاير سرًا تحت اسم شاريكي، فيقود فرودو ورفاقه الثورة ويهزمون المتسللين. حتى بعد أن حاول سارومان طعن فرودو يسمح له فرودو بالذهاب. يعيد فرودو ورفاقه شاير إلى حالتها السابقة من السلام والنوايا الحسنة. لا يتعافى فرودو بالكامل من الإصابات البدنية والنفسية التي عاناها في أثناء السعي لتدمير الخاتم. بعد مرور عامين، يُمنح فرودو وبيلبو حاملا الخاتم المرور إلى فالينور الجنة الأرضية حيث يجد فرودو السلام.

### جرس البحر
نُشرت القصة في مجموعة مغامرات توم بومباديل لتولكين عام 1962 تحت العنوان الفرعي حلم فرودو. يشير تولكين إلى أن هذه القصيدة السردية الغامضة تمثل الأحلام المظلمة التي زارت فرودو في شاير في السنوات التالية لتدمير الخاتم. وهي تربط رحلة المتحدث الذي لم يذكر اسمه بأرض غامضة عبر البحر، حيث يحاول الاتصال بالناس الذين يسكنون هناك لكنه يفشل، فينحدر إلى اليأس ويقترب من الجنون ويعود في نهاية المطاف إلى بلده، ليجد نفسه بعيدًا تمامًا عمن كان يعرفهم سابقًا.

## المفهوم والإبداع
لم يظهر فرودو حتى المسودة الثالثة من الجزء الأول من ملك الخواتم، عندما كان اسمه بينغو ابن بيلبو باغينز وبريمولا برانديبوك. في المسودة الرابعة تغير اسمه إلى بينغو بولجر باغينز. لم يغير تولكين الاسم إلى فرودو حتى المرحلة الثالثة من الكتابة، عندما بلغ السرد مرحلة وصول الهوبيت إلى ريفينديل. قبل ذلك كان (فرودو) هو اسم الشخصية التي سُميت لاحقًا بيريغرن توك.

## التفسيرات
فرودو هو الهوبيت الوحيد البارز الذي لم يُشرح اسمه في ملحق تولكين في ملك الخواتم. يقول تولكين أن الاسم مشتق من الكلمة الإنكليزية القديمة فرودا بمعنى (الحكمة من التجربة).  يقول الباحث توم شيبي إن اختيار الاسم مهم، وهو ليس أحد الأسماء العديدة عديمة المعنى في عالم تولكين. بل إن الاسم مذكور في الكتابات الإسكندنافية القديمة بوصفه الشخصية الثانوية فرودا. فرودا -في كتابات ساكسو غراماتيكوس وسنوري ستورلوسون- هو الحاكم السلمي في زمن السيد المسيح، وكان اسمه (فرودا فري) أي (سلام فرودا). ونشأ هذا عن طاحونة سحرية عمل عليها اثنان من العمالقة فأنتجت السلام والذهب. إنه يجعل العمالقة يعملون طوال اليوم في هذه المهمة حتى يثوروا ويطردوا الجيش بدلًا من ذلك، ما يؤدي إلى قتله وتولي زمام الأمور، ويطحن العمالقة الملح حتى يمتلئ البحر به. نُسي اسم فرودا. وفقًا لشيبي، يستحيل القضاء على الشر. كان فرودو أيضًا صانع سلام رفض الحرب والعنف، واكتسب الخبرة والحكمة من طريق السعي، ما يفسر اختيار الاسم.